# Överhovjägmästare

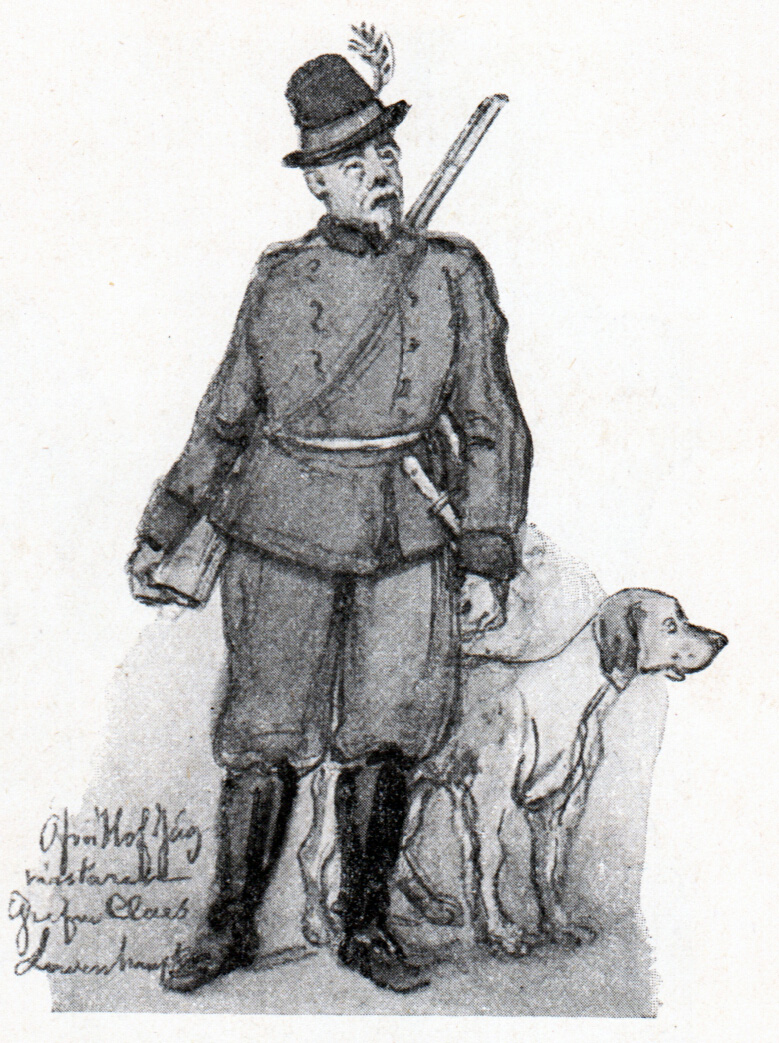
Öfverhofjägmästaren Grefven Claes Lewenhaupt. Målning av Fritz von Dardel.

Överhovjägmästaren var anställd som chef för Kungliga Hovjägeristaten. År 1606 förordnades Stellan Otto Mörner till överhovjägmästare. Han skulle bland annat ha tillsyn över kronans parker, varjämte lämnades åtskilliga föreskrifter om jakt och skjutande med mera.
Regeringsformen av 1634 omtalade bland de små eller lägre riksämbetsmännen en riksjägmästare, som skulle ha inseende över kungens parker, jakträttigheter och djurgårdar såväl som över kronans skogar. Carl Hård var Sveriges första riksjägmästare. 
Genom kunglig resolution av 14 augusti 1682 indrogs riksjägmästarämbetet, och till utövning av dennes uppsikt över jägeribetjänte lämnades föreskrift om förordnande av fyra jägerifiskaler. Dessutom omnämndes en överjägmästare som chef för jägeristaten inom varje län. I en resolution av 4 januari 1780 utfärdade kung Gustav III instruktion för en överhovjägmästare, åt vilken överlämnades de göromål och rättigheter, vilka till följd av § 1 i 1638 års instruktion tillkommit riksjägmästarämbetet. Så överläts till överhovjägmästare uppsikten över kronoparker, jagbackar och djurgårdar. 1808 års jaktstadga uppdrog åt honom att utöva tillsyn av efterlevnaden av däri givna bestämmelser i fråga om jakt och djurfång liksom att ha chefskap över jägeri- och skogsbetjänte. 
År 1824 överlämnades överhovjägmästarens befattning med skogs- och jaktbiträden åt Kungl. Maj:ts befallningshavande. Överhovjägmästaren hade rang näst efter överhovstallmästaren. Ämbetet avskaffades vid utgången av 1969.

## Lista över överhovjägmästare
- 1752-1776 Carl von Fersen
- 1776-1803 Axel Oxenstierna af Eka och Lindö
- 1803-1815 Mårten Bunge
- 1815-1825 Robert Magnus von Rosen
- 1825-1838 Jakob Wilhelm Sprengtporten
- 1838-1845 David Henrik Stierncrona
- 1858-1859 Carl Fredrik Piper
- 1875-1882 Claes Magnus Lewenhaupt
- 1883-1912 Victor Ankarcrona
- 1912-1921 Tage Thott
- 1921-1930 Nils Trolle
- 1930-1940 Claes Erik Rålamb
- 1940-1965 Claës Lewenhaupt